# Michael Spindler
Michael H. Spindler (Berlim, 22 de dezembro de 1942) é um administrador alemão.
Spindler estudou eletrotécnica. Na década de 1970 dirigiu a seção europeia de marketing da Digital Equipment Corporation (DEC) e Intel Corporation (Intel). Em 1980 foi para a  Apple, onde foi inicialmente responsável pelo marketing na Europa e depois pelo marketing internacional. Em junho de 1993 sucedeu ao diretor executivo (CEO) John Sculley, cargo no qual foi sucedido em 1996 por Gil Amelio.